# O clap your hands
O clap your hands è un mottetto di Ralph Vaughan Williams. Nel 1920 compose l'anthem, un'ambientazione sui versi del Salmo 47, per un coro in quattro parti, organo, ottoni e percussioni. In seguito realizzò anche versioni per orchestra e organo. Il mottetto è stato registrato spesso.

## Storia
Vaughan Williams era un agnostico ma componeva tuttavia musica da chiesa anglicana. Diceva: "Non c'è motivo per cui un ateo non possa scrivere una buona messa". Apprezzava la musica di Thomas Tallis, William Byrd e altri compositori del XVI secolo su testi inglesi.
La prima guerra mondiale, per la quale si era offerto volontario per prestare servizio militare, gli lasciò una profonda impressione. Dal 1919 fu insegnante di composizione al Royal College of Music. Scrisse l'anthem O clap your hands, un'ambientazione di versi selezionati del Salmo 47, nel 1920. Fu pubblicato a Londra da Stainer & Bell lo stesso anno. È stato spesso registrato.
Una sequenza ricorrente dell'inno, eseguito dal coro del King's College di Cambridge e dalla English Chamber Orchestra, diretti da David Willcocks, fu usata per la canzone "Revolution 9" dei Beatles.

## Testo e musica
Vaughan Williams scelse i versetti 1,2,5–8 (nella numerazione della versione della Bibbia di re Giacomo) del Salmo 47, un salmo che chiama ad esaltare Dio come re di "tutta la terra" con mani, voci e strumenti. L'originale ebraico menziona lo shofar, che è chiamato tromba in inglese.
Ambientò il testo in un movimento in si bemolle maggiore, annotato come Allegro. Lo scrisse per un coro in quattro parti, organo, ottoni e percussioni, ma realizzò anche una versione per orchestra e una versione per organo. La musica inizia con fanfare degli ottoni. Una prima sezione esultante è seguita da una sezione centrale introspettiva. La conclusione è un culmine trionfante, ripetendo le parole "Canta lodi al nostro re, canta lodi".
Richard R. Terry, che aveva diretto la prima esecuzione della Messa in sol minore del compositore nella Cattedrale di Westminster, gli scrisse: "Sono abbastanza sincero quando dico che [questo] è il lavoro che tutti si aspettavano da tempo. Nel tuo linguaggio individuale e moderno hai davvero catturato il vecchio spirito liturgico e l'atmosfera".